# Комуністична партія Латвії
Коммуністична партія Латвії (латис. Latvijas Komunistiskā partija) — комуністична партія в Латвії, діяла в XX столітті. Основний друкований орган — газета «Cīņa» (Боротьба).
Була створена в 1919 році. У 1940 році увійшла до складу ВКП(б)]. 10 вересня 1991 року, після провалу путчу ДКНС у СРСР, була заборонена рішенням Верховної ради Латвійської Республіки.

## Назви
- 1902—1904 — Прибалтійська латиська соціал-демократична робоча організація
- 1904—1906 — Латвійська соціал-демократична робітнича партія
- 1906—1917 — Соціал-демократія Латиського краю
- 1917—1919 — Соціал-демократія Латвії
- 1919—1940 — Комуністична партія Латвії (1928 - ненадовго легалізувалася як Латвійська партія незалежних соціалістів)
- 1940—1952 — Комуністична партія (більшовиків) Латвії
- 1952—1991 — Комуністична партія Латвії

### Список з'їздів у 1940—1990 роках
- IX з'їзд КП(б)Л — 17—19.12.1940
- X з'їзд КП(б)Л — 24—27.01.1949
- XI з'їзд КП(б)Л — 25—27.12.1951
- XII з'їзд КП(б)Л — 20—22.09.1952
- XIII з'їзд КПЛ — 9—11.02.1954
- XIV з'їзд КПЛ — 17—19.01.1956
- XV з'їзд КПЛ — 23—25.01.1958
- XVI позачерговий з'їзд КПЛ — 12—13.01.1959
- XVII з'їзд КПЛ — 16—17.02.1960
- XVIII з'їзд КПЛ — 26—28.09.1961
- XIX з'їзд КПЛ —  24—25.12.1963
- XX з'їзд КПЛ —  2—3.03.1966
- XXI з'їзд КПЛ —  25—26.02.1971
- XXII з'їзд КПЛ — 22—23.01.1976
- XXIII з'їзд КПЛ — 29—30.01.1981
- XXIV з'їзд КПЛ — 24—25.01.1986
- XXV з'їзд КПЛ — 6—7.04.1990, 9.06.1990, 1.12.1990

## Керівники радянського періоду

### Перші секретарі ЦК Комуністичної партії Латвії
- Калнберзін Ян Едуардович (21 червня 1940 — 25 листопада 1959)
- Пельше Арвід Янович  (25 листопада 1959 — 15 квітня 1966)
- Восс Август Едуардович (15 квітня 1966 — 14 квітня 1984)
- Пуго Борис Карлович (14 квітня 1984 — 4 жовтня 1988)
- Вагріс Ян Янович (4 жовтня 1988 — 7 квітня 1990)
- Рубікс Альфред Петрович (7 квітня 1990 — 10 вересня 1991)

### Другі секретарі ЦК Комуністичної партії Латвії
- Спуре Жан Крістапович (21 червня 1940 — жовтень 1940)
- Нейланд Роберт Карлович (21 грудня 1940 — 21 липня 1941)
- Лебедєв Іван Кононович (26 серпня 1944 — 27 січня 1949)
- Титов Федір Єгорович (27 січня 1949 — 26 серпня 1952)
- Єршов Валентин Миколайович (26 серпня 1952 — 23 червня 1953)
- Круміньш Віліс Карлович (23 червня 1953 — 20 січня 1956)
- Кашников Пилип Іванович (20 січня 1956 — 26 січня 1958)
- Круміньш Віліс Карлович (16 квітня 1958 — 27 січня 1960)
- Грибков Михайло Петрович (27 січня 1960 — 19 березня 1963)
- Бєлуха Микола Андрійович (19 березня 1963 — 24 січня 1978)
- Стрелков Ігор Костянтинович (24 січня 1978 — 17 жовтня 1980)
- Дмитрієв Валентин Іванович (17 жовтня 1980 — 3 вересня 1986)
- Соболєв Віталій Павлович (3 вересня 1986 — 7 квітня 1990)
- Римашевський Володимир Францович (12 квітня 1990 — серпень 1991)

### Секретарі ЦК Комуністичної партії Латвії
- Яблонський Андрій Якович (3-й секретар) (21 червня 1940 — жовтень 1940)
- Аугусте Ольга Мартинівна (21 червня 1940 — жовтень 1940)
- Аугусте Ольга Мартинівна (секретар із кадрів) (21 грудня 1940 — 26 серпня 1944)
- Спуре Жан Крістапович (секретар із пропаганди і агітації) (21 грудня 1940 — 1 березня 1941)
- Спуре Жан Крістапович (секретар із промисловості) (1 березня 1941 — 20 травня 1943)
- Пельше Арвід Янович (секретар із пропаганди і агітації) (1 березня 1941 — 25 листопада 1959)
- Амерікс Ернест Янович (секретар із будівництва і будівельних матеріалів) (1 березня 1941 — 1943)
- Плесумс Петро Петрович (секретар із транспорту) (1 березня 1941 — 1943)
- Озолінь Карл Мартинович (секретар із кадрів) (26 серпня 1944 — 17 листопада 1944)
- Юрген Ян Янович (3-й секретар) (17 листопада 1944 — 12 вересня 1946)
- Титов Федір Єгорович (секретар із кадрів) (17 листопада 1944 — 27 січня 1949)
- Ніконов Олександр Олександрович (3-й секретар) (12 вересня 1946 — 24 квітня 1951)
- Литвинов Павло Якович (27 січня 1949 — 22 вересня 1952)
- Круміньш Віліс Карлович (24 квітня 1951 — 22 вересня 1952)
- Чернишов Олексій Павлович (24 квітня 1951 — 22 вересня 1952)
- Біссенек Микола Якович (1954 — 27 січня 1960)
- Міглінік Адольф Ізидорович (20 січня 1956 — 30 березня 1961)
- Восс Август Едуардович (27 січня 1960 — 15 квітня 1966)
- Страутманіс Петро Якубович (27 січня 1960 — 18 лютого 1965)
- Леїн Вольдемар Петрович (30 березня 1961 — 19 січня 1970)
- Беман Ельмар Карлович (20 грудня 1962 — 18 грудня 1965)
- Верро Рудольф Оттович (18 лютого 1965 — 21 серпня 1974)
- Рубен Юрій Янович (15 квітня 1966 — 5 травня 1970)
- Дрізул Олександр Арвідович (3 лютого 1970 — 28 травня 1975)
- Петерсон Ерік Карлович (2 червня 1970 — 3 липня 1975)
- Чемм Віталій Олександрович (21 серпня 1974 — 3 лютого 1986)
- Андерсон Імант Августович (28 травня 1975 — 28 березня 1985)
- Аушкап Ерік Янович (3 липня 1975 — 5 грудня 1985)
- Горбунов Анатолій Валер'янович (28 березня 1985 — 25 жовтня 1988)
- Анфімов Олег Георгійович (5 грудня 1985 — 3 вересня 1986)
- Бріль Антон Піусович (5 квітня 1986 — 7 квітня 1990)
- Охерін Ян Янович (3 вересня 1986 — 7 квітня 1990)
- Кезберс Івар Янович (25 жовтня 1988 — 7 квітня 1990)
- Клауцен Арнольд Петрович (12 квітня 1990 — серпень 1991)
- Скуїнь Інарт Юлійович (12 квітня 1990 — 23 листопада 1990)
- Потрекі Оярс Дмитрович (24 травня 1990 — серпень 1991)
- Геркіс Карл-Гедерт Карлович (23 листопада 1990 — серпень 1991)